# Филоксен (сатрап)
Фило́ксен (др.-греч. Φιλόξενος; IV век до н. э.) — македонский  военачальник, сатрап Киликии.

## Биография
Вскоре после покорения Египта Александр Македонский в 331 году до н. э. назначил Филоксена ответственным за сбор дани в провинциях, расположенных к северу от Тавра. Возможно, что Филоксен не сразу приступил к своим обязанностям, так как после битвы при Гавгамелах македонский царь отправил его в Сузы для охраны расположенной там персидской казны.
Незадолго до смерти Александра Македонского в 323 году до н. э. Филоксен привёл из Карии (которой, видимо, он управлял после смерти царицы Ады) в Вавилон воинские подкрепления.
Имя Филоксена не упоминается в числе имён полководцев царя Александра, получивших сатрапии при первом разделе провинций в 323 году до н. э. Однако уже в 321 году до н. э. Пердикка назначил его правителем Киликии вместо Филоты.
Неизвестно, каким образом в дальнейшем Филоксен смог добиться расположения Антипатра, но после гибели Пердикки при втором разделе сатрапий в Трипарадисе в 321 году до н. э. он смог сохранить за собой пост наместника Киликии. Это последнее упоминание Филоксена в источниках: о его участии в дальнейших событиях ничего не известно.